# トールマン
トールマン・モータースポーツ（Toleman Motorsport）は、かつてF1に参加していたイギリスのマシン製造者（コンストラクター）、レーシングチームである。

## 概要

### フォーミュラ2
自動車運搬車を販売していたテッド・トールマンの支援を受けた、フォーミュラ・フォード2000のチームを起源とする。チームマネージャーはアレックス・ホークリッジが務めた。チームはフォーミュラ2にステップアップし、1978年はマーチ、1979年にはラルトのシャーシで参戦した。1980年のヨーロッパF2選手権では、ロリー・バーンの設計したオリジナルシャーシTG280にハートエンジン、ピレリタイヤの組み合わせで圧倒的な速さを見せ、シリーズランキング1位がブライアン・ヘントン（3勝）、2位デレック・ワーウィック（1勝）とトールマンのコンビが独占した。この勢いに乗って同年11月、翌年からのF1参戦を発表した。

### フォーミュラ1

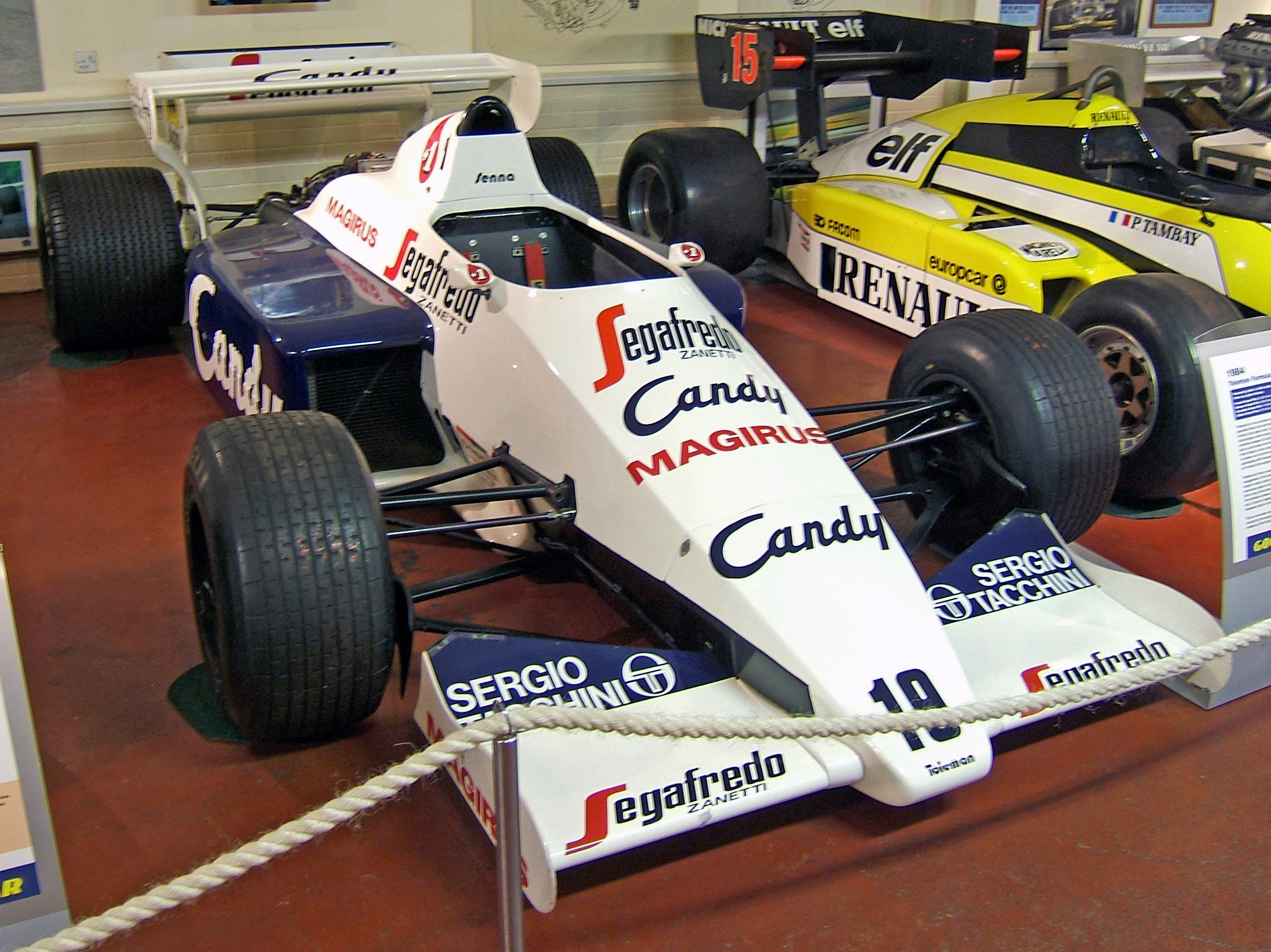
1984年のモナコGPにて2位になったトールマンTG184

1981年、ヨーロッパラウンドの始まりである第4戦サンマリノGPでF1デビュー。F2時代にも使用したハートのエンジンは、新設計のターボ付き415Tとなり、シャーシはロリー・バーンによる新設計のTG181、ドライバーも、前年のF2でのドライバーと同じく、ヘントンとワーウィックの組み合わせで参戦を開始した。しかし、非力で重いマシン、特にターボエンジンの排熱に苦しみ、両ドライバーとも予選通過1回という結果に終わった。
1982年は、ヘントンがチームを離れ、F1ルーキーとなるテオ・ファビを新たに迎えた。前年同様、予選に苦しんだが、オランダGPではワーウィックがファステストラップを記録した。
1983年から車両レギュレーションの大幅変更により全車フラットボトムに変わり、前年型をレギュレーションに合わせたTG183Bを投入。ドライバーはブルーノ・ジャコメリが新加入しワーウィックとコンビを組んだ。バーンが考案したフロント／リアウイングに特徴を持つTG183Bは強力なダウンフォースを得て競争力を急速に高めた。ワーウィックが第12戦オランダグランプリから4戦連続入賞し、コンストラクターズ9位を記録。同年の走りが評価されたワーウィックは移籍市場の目玉となりルノー・ワークスへの移籍が決まった。
1984年、ワーウィックの後任としてイギリスF3チャンピオンとなったアイルトン・セナがトールマンからF1デビューを果たした。2戦目の南アフリカGPで早くも6位入賞を果たす。しかし4戦目のサンマリノGPではF1キャリア唯一の予選落ちを喫した。第5戦のフランスGPからチームはタイヤメイカーをピレリからミシュランへと変更し、ミシュランタイヤ装着を前提として製作されたニューマシンTG184を投入。大雨で短縮された第5戦モナコGPでは優勝したアラン・プロストを追い詰める走りで2位表彰台を獲得、その後イギリスGPでも3位表彰台を獲得する活躍を見せた。この活躍に目をつけたロータスはセナと翌1985年から契約することを発表したが、セナとトールマンとの契約は翌年もまだ残っていたため、ペナルティとしてイタリアGPではセナの代わりにステファン・ヨハンソンを出走させると、決勝レースで4位に入りポイントを獲得した。最終戦ポルトガルGPではこの年の予選最高位となる3番グリッドからスタートしレースでも3位に入ったセナは、このレースを最後にロータスへ移籍した。
1985年、ヨハンソンと2年契約を結び、ジョン・ワトソンとのコンビで参戦を予定し新車TG185の発表も1月に済まされていたが、ミシュランのF1撤退によりタイヤ供給に関する問題に直面し、開幕より第3戦まで出走することができなかった。その後、ティレルやアルファロメオを支援していたベネトンとの大口スポンサー契約を取り付けた。ベネトンがピレリタイヤとの間に仲介役として入り、撤退することになったスピリットの持つピレリタイヤ使用権を購入しようやく出走可能となった。参戦休止していた間にヨハンソンがフェラーリへと移籍したため、ドライバーは第4戦からテオ・ファビの1台体制で参戦。第10戦からピエルカルロ・ギンザーニが加わり2台体制となった。この年の第9戦ドイツGPでは、ファビがチーム史上唯一となるポールポジションを獲得した。

### ベネトンによる買収
1985年シーズン終了後、メインスポンサーとなっていたベネトンがチームを完全買収し、チームは1986年からベネトン・フォーミュラと改名され、トールマンは消滅。チームのF1参戦は5年間で終了となった。

### チーム首脳陣のその後
トールマンのオリジナルスタッフであるテッド・トールマンとホークリッジは、ベネトンによる買収のあとチームに残らなかった。マシンデザイナーのロリー・バーンはそのままベネトン・フォーミュラの一員としてF1界に残った。
ホークリッジは自身が株主を務めるジーテック社を所有しており、ジーテックではエンジン・マネージメント・システムの開発をしていたが、主要開発エンジニアのアラン・スミスは同社と繋がりがあり、各国のフォーミュラ3で大きな成功を収め、F3000への参戦をデビューウィンで飾っていたイギリスのシャシーコンストラクター・レイナードと共にF1で技術を試したい希望を持っており、1988年春にホークリッジは「ジーテック、レイナード、両者ともにF1進出を望んでいるのは確かだ。」と発言。トールマンとしてF1復帰か? と報じられた。
実際にはトールマンとしてではなく、テッド・トールマンとホークリッジの2人は、1990年にレイナードのF1参戦プロジェクトにディレクターとして参画するかたちとなった。同年末にベネトンを離脱した同じくトールマンの盟友であるロリー・バーンと、パット・シモンズら彼のデザインチームをまるごと迎え入れて1992年からの参戦開始を目標にF1マシンのデザインをしたが、レイナードのF1参戦は主に資金面の問題により実現せず、このマシンは日の目を見ることが無かった。
その後、トールマン改めベネトン・フォーミュラは16年に渡ってF1に参戦。2000年3月にルノーによって総額1億2000万ドルで買収されることが発表され2002年よりルノーF1として参戦していたが、ルノーのワークス参戦休止により、2011年からはロータスF1チームに改名、2016年から再びルノーが買収し、ルノー・スポールF1チームとして活動。2021年からはアルピーヌF1チームとして参戦している。
2024年4月、創設者であったテッド・トールマンが86歳で死去。

## F1における成績
| 年   | シャシ                               | エンジン          | タイヤ | ドライバー               | 1   | 2   | 3   | 4   | 5   | 6    | 7   | 8   | 9   | 10  | 11  | 12  | 13  | 14  | 15  | 16  | ポイント | WCC |
| ---- | ------------------------------------ | ----------------- | ------ | ------------------------ | --- | --- | --- | --- | --- | ---- | --- | --- | --- | --- | --- | --- | --- | --- | --- | --- | -------- | --- |
| 1981 | トールマン・TG181                    | ハート・415T L4 T | P      |                          | USW | BRA | ARG | SMR | BEL | MON  | ESP | FRA | GBR | GER | AUT | NED | ITA | CAN | CPL |     | 0        | NC  |
| 1981 | トールマン・TG181                    | ハート・415T L4 T | P      | ブライアン・ヘントン     |     |     |     | DNQ | DNQ | DNQ  | DNQ | DNQ | DNQ | DNQ | DNQ | DNQ | 10  | DNQ | DNQ |     | 0        | NC  |
| 1981 | トールマン・TG181                    | ハート・415T L4 T | P      | デレック・ワーウィック   |     |     |     | DNQ | DNQ | DNQ  | DNQ | DNQ | DNQ | DNQ | DNQ | DNQ | DNQ | DNQ | Ret |     | 0        | NC  |
| 1982 | トールマン・TG181C トールマン・TG183 | ハート・415T L4 T | P      |                          | RSA | BRA | USW | SMR | BEL | MON  | DET | CAN | NED | GBR | FRA | GER | AUT | SUI | ITA | CPL | 0        | NC  |
| 1982 | トールマン・TG181C トールマン・TG183 | ハート・415T L4 T | P      | デレック・ワーウィック   | Ret | DNQ | DNQ | Ret | Ret | DNQ  |     |     | Ret | Ret | 15  | 10  | Ret | Ret | Ret | Ret | 0        | NC  |
| 1982 | トールマン・TG181C トールマン・TG183 | ハート・415T L4 T | P      | テオ・ファビ             | DNQ | DNQ | DNQ | NC  | Ret | DNQ  |     |     | DNQ | Ret | Ret | DNQ | Ret | Ret | Ret | DNQ | 0        | NC  |
| 1983 | トールマン・TG183B                   | ハート・415T L4 T | P      |                          | BRA | USW | FRA | SMR | MON | BEL  | DET | CAN | GBR | GER | AUT | NED | ITA | EUR | RSA |     | 10       | 9位 |
| 1983 | トールマン・TG183B                   | ハート・415T L4 T | P      | デレック・ワーウィック   | 8   | Ret | Ret | Ret | Ret | 7    | Ret | Ret | Ret | Ret | Ret | 4   | 6   | 5   | 4   |     | 10       | 9位 |
| 1983 | トールマン・TG183B                   | ハート・415T L4 T | P      | ブルーノ・ジャコメリ     | Ret | Ret | 13  | Ret | DNQ | 8    | 9   | Ret | Ret | Ret | Ret | 13  | 7   | 6   | Ret |     | 10       | 9位 |
| 1984 | トールマン・TG183B トールマン・TG184 | ハート・415T L4 T | P M    |                          | BRA | RSA | BEL | SMR | FRA | MON† | CAN | DET | USA | GBR | GER | AUT | NED | ITA | EUR | POR | 16       | 7位 |
| 1984 | トールマン・TG183B トールマン・TG184 | ハート・415T L4 T | P M    | アイルトン・セナ         | Ret | 6   | 6   | DNQ | Ret | 2    | 7   | Ret | Ret | 3   | Ret | Ret | Ret |     | Ret | 3   | 16       | 7位 |
| 1984 | トールマン・TG183B トールマン・TG184 | ハート・415T L4 T | P M    | ジョニー・チェコット     | Ret | Ret | Ret | NC  | Ret | Ret  | 9   | Ret | Ret | DNQ |     |     |     |     |     |     | 16       | 7位 |
| 1984 | トールマン・TG183B トールマン・TG184 | ハート・415T L4 T | P M    | ステファン・ヨハンソン   |     |     |     |     |     |      |     |     |     |     |     |     |     | 4   | Ret | 11  | 16       | 7位 |
| 1984 | トールマン・TG183B トールマン・TG184 | ハート・415T L4 T | P M    | ピエルルイジ・マルティニ |     |     |     |     |     |      |     |     |     |     |     |     |     | DNQ |     |     | 16       | 7位 |
| 1985 | トールマン・TG185                    | ハート・415T L4 T | P      |                          | BRA | POR | SMR | MON | CAN | DET  | FRA | GBR | GER | AUT | NED | ITA | BEL | EUR | RSA | AUS | 0        | NC  |
| 1985 | トールマン・TG185                    | ハート・415T L4 T | P      | テオ・ファビ             |     |     |     | Ret | Ret | Ret  | 14  | Ret | Ret | Ret | Ret | 12  | Ret | Ret | Ret | Ret | 0        | NC  |
| 1985 | トールマン・TG185                    | ハート・415T L4 T | P      | ピエルカルロ・ギンザーニ |     |     |     |     |     |      |     |     |     | DNS | Ret | DNS | Ret | Ret | Ret | Ret | 0        | NC  |

- 数字は順位、太字はポールポジション、斜字はファステストラップ、Retはリタイア。(key)

## 変遷表
| 年   | エントリー名             | 車体型番     | タイヤ | エンジン              | 燃料・オイル | ドライバー                                                                            | ランキング | 優勝数 |
| ---- | ------------------------ | ------------ | ------ | --------------------- | ------------ | ------------------------------------------------------------------------------------- | ---------- | ------ |
| 1981 | Candy Toleman Motorsport | TG181        | P      | ハート415T(直4ターボ) | BP           | ブライアン・ヘントン デレック・ワーウィック                                           | -          | -      |
| 1982 | Candy Toleman Motorsport | TG181C TG183 | P      | ハート415T(直4ターボ) | BP           | デレック・ワーウィック テオ・ファビ                                                   | -          | -      |
| 1983 | Candy Toleman Motorsport | TG183B       | P      | ハート415T(直4ターボ) | BP           | デレック・ワーウィック ブルーノ・ジャコメリ                                           | 9          | -      |
| 1984 | Toleman Group Motorsport | TG183B TG184 | P M    | ハート415T(直4ターボ) | Agip         | アイルトン・セナ ステファン・ヨハンソン ジョニー・チェコット ピエルルイジ・マルティニ | 7          | -      |
| 1985 | Toleman Group Motorsport | TG185        | P      | ハート415T(直4ターボ) | Agip         | テオ・ファビ ピエルカルロ・ギンザーニ                                                 | -          | -      |

## 車両ギャラリー
- 1981年 - 1985年

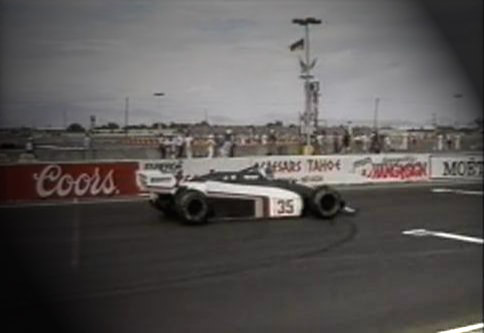
TG183 ハート
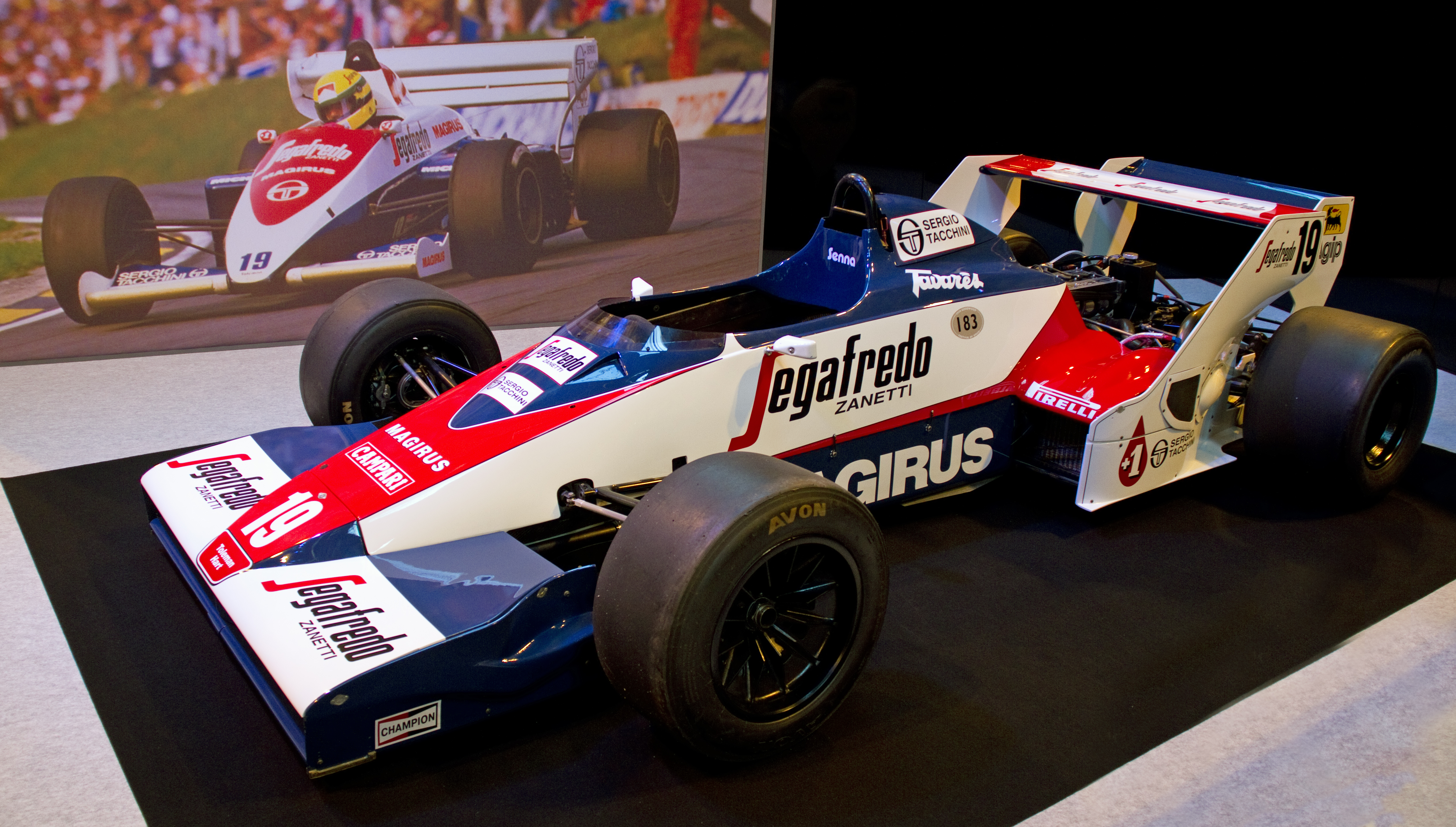
TG183B ハート
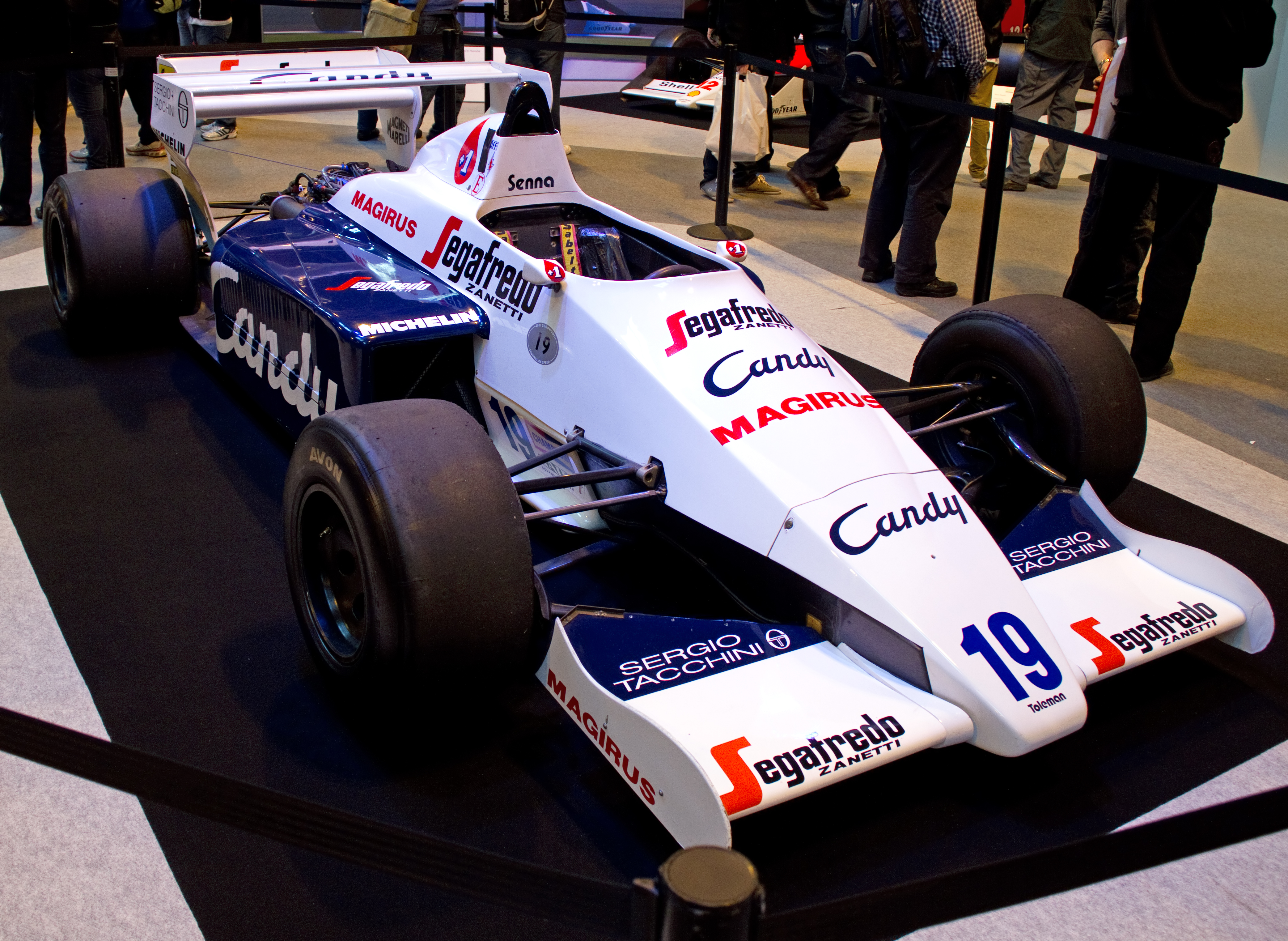
TG184 ハート
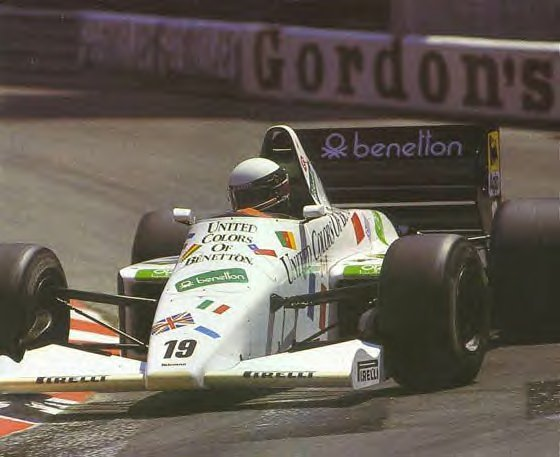
TG185 ハート